# كارن ييبي
كارن ييبي (1 يوليو 1876-7 يوليو 1935) مبشرة وأخصائية اجتماعية دنماركية، اشتهرت بعملها مع اللاجئين الأرمن العثمانيين والناجين من الإبادة الجماعية للأرمن، وخاصة الأرامل والأيتام، منذ عام 1903 حتى وفاتها في سوريا عام 1935. كانت عضوًا في يوهانس ليبسيوس «بعثة الشرق الألمانية» وتولت المسؤولية (في عام 1903) عن الأطفال الأرمن في ميليت خان دار أيتام اللاجئين الألمانية بعد مذابح أورفا عام 1895.

## العمل والأنشطة

### قبل الحرب العالمية الأولى
في عام 1902، سمعت ييبي لأول مرة عن اضطهاد الأرمن في الإمبراطورية العثمانية، من مدير مدرستها إتش سي فريدريكسن (المعروف أيضًا باسم فريزر) الذي عرض لهم مقالًا كتبه آج ماير بينيديكتسين (1866-1927)، وهو لغوي دنماركي يهودي آيسلندي وكاتب وعالم في فقه اللغة ومثقف علماني مناهض للإمبريالية. بعد فترة وجيزة، حضرت محاضرة بينيديكتسن في كوبنهاغن، حيث أنهى حديثه بصرخة طلبًا للمساعدة للشعب الأرمني، نقلها من أرمني قديم. كان بنديكتسن نفسه من أوائل الرحالة الدنماركيين الذين كانوا مهتمين باضطهاد الأرمن العثمانيين، وزار خلال إحدى رحلاته إلى بلاد فارس بعثة الشرق الألمانية في أورفا، التي أسست دار أيتام مدرسية، تحت الإشراف المباشر لرجل الدين الألماني يوهانس ليبسيوس. عندما عاد بينيديكتسن إلى الدنمارك في عام 1902، أخذ زمام المبادرة لتأسيس المنظمة العلمانية لأصدقاء الأرمن الدنماركيين.
تأثرت ييبي بشدة بمحاضرة بينيديكتسين، وعلمت أن الدكتور ليبسيوس كان يبحث فقط عن معلمة للمدرسة في أورفا. في 1 أكتوبر 1903، غادرت المنزل في رحلة طويلة عبر أوروبا وآسيا الصغرى لتصل إلى أورفا (في الوقت الحاضر شانلي أورفا في تركيا)، حيث استقبلها مئات الأرمن، وتجمعوا للقاء السيدة الأوروبية التي وصلت حديثًا. تعلمت في غضون عام، الأرمينية والعربية والتركية، وبعد ذلك بدأت العمل في المدرسة لإدخال أساليب جديدة للتدريس.
في عام 1909، بعد مذابح أضنة، واصلت ييبي عملها في توفير الخبز اليومي للأرمن، واشترت قطعة أرض في الجبال حيث زرعت كروم العنب، وبنت علاقات جيدة مع الأكراد والعرب. ساعدها ميساك ملكونيان، وهو يتيم أرمني شاب كانت قد تبنته. خلال تلك الفترة، تبنت ييبي أيضًا لوسيا، وهي يتيمة نجت من الإبادة الجماعية.

### خلال الحرب العالمية الأولى
بعد اندلاع الحرب العالمية الأولى، ارتكبت حركة الشباب الأتراك مذابح وقتل جماعي ضد الأرمن. حاولت ييبي تنظيم جهود الإنقاذ ومساعدة اللاجئين الأرمن الذين تم نقلهم عبر أورفا، وهم في طريقهم إلى معسكرات الموت في صحراء دير الزور السورية، حيث قدمت لهم الطعام والماء وأخفت العديد منهم تحت أرضية منزلها. لم تغادر أورفا أبدًا خلال الحرب وساعدت العديد من الأرمن على الهروب من خلال تنكرهم في زي الأكراد والعرب. بعد الحرب العالمية الأولى، أجبرت، بسبب اعتلال صحتها، على العودة إلى الدنمارك في عام 1918، حيث قامت بحملة نيابة عن الأرمن.

### ييبي في حلب
بعد قضاء ثلاث سنوات في الدنمارك، قررت ييبي العودة إلى سوريا. عند وصولها إلى حلب عام 1921، أسست مركزًا وظيفيًا للأرامل الأرمن من خلال إنشاء دور أيتام ومدارس وعيادات طبية وغرف عمل، ثم عملت على إنقاذ ألفي امرأة وطفل أرمني منتشرين في المنطقة، بصفتها مديرة حلب لهيئة حماية النساء والأطفال في الشرق الأدنى. تأسست تحت رعاية عصبة الأمم لاستعادة النساء والأطفال الأرمن الذين تم «الاستحواذ عليهم» قسرًا (مصطلح محايد صاغه آرا سارافيان - المصطلحات المستخدمة في نفس الوقت تشمل «المختطفين» و «المحتجزين» و «المستعبدين») من الأسر التركية والكردية والبدو أثناء الإبادة الجماعية، وإعادة دمجهم في المجتمع الأرمني. ومع ذلك، تفاقم الوضع بشدة في عام 1922، حيث وصلت موجات جديدة من اللاجئين الأرمن إلى حلب هربًا من المجازر في كيليكيا، حيث قامت القوات الفرنسية -على الرغم من الوعود بعكس ذلك - بإخلاء كيليكيا في عام 1921، تاركة الآلاف من الأرمن للقتل أو الطرد من قبل القوميين الأتراك.
في عام 1924، بعد مفاوضات مع الشيخ البدوي الثري، خادم باشا، استأجرت ييبي أجزاء من أراضيه إلى الغرب من حلب في وادي الفرات، بسعر معقول. في عام 1925، انضمت إليها مساعدتان جديدتان من الدنمارك؛ جيني جنسن و كارين بيير اللتين ساعدتاها على تركيز جهودها على هذا المشروع. من ناحية أخرى، عرض الحكام الفرنسيون في سوريا إنشاء مستعمرة زراعية للاجئين الأرمن، لكن لم ينضم إليهم أحد. فقد الأرمن الثقة في الحكام الفرنسيين، بعد انسحابهم من كيليكيا، مما أدى إلى عواقب وخيمة على العديد من مواطنيهم.
أصبح خادم باشا صديقًا جيدًا لكارين ييبي، حيث ساعدها في الأمور العملية والحفاظ على أمن المستوطنين الأرمن الجدد من خلال مكانته وتأثيره في المنطقة.

## حياتها في ثلاثينيات القرن العشرين ووفاتها
بذلت كارين ييبي كل الجهود لخلق علاقات جيدة بين البدو والقرويين الأرمن، ونجحت في تأسيس ست مستعمرات زراعية أرمنية في منطقة الرقة مثل تل أرمين وتل سامين وشارب بدروس وتينة، إلخ.
زارت ييبي الدنمارك للمرة الأخيرة في خريف عام 1933. عند عودتها إلى سوريا، أصيبت بالملاريا. بعد التعافي الجزئي، واصلت توجيه جهودها نحو تطوير المجتمعات الأرمنية المنشأة حديثًا. تعرضت في صيف عام 1935، لهجمة ملاريا أخطر أثناء إقامتها في منزلها الأبيض في المستعمرة الزراعية. تم نقلها إلى المستشفى في حلب، حيث توفيت في 7 يوليو 1935، عن عمر يناهز 59 عامًا. دفنت في مقبرة حلب الأرمنية.
وصف مهرجان يريفان للمشمش الذهبي السينمائي الدولي كارين ييبي بأنها «الأم الدنماركية للأرمن».
سميت أول مدرسة ثانوية أرمنية في حلب (افتتحت عام 1947) باسم كارين ييبي. تم إغلاق المدرسة خلال الحرب الأهلية السورية، ونقلها مؤقتًا إلى منطقة أكثر أمانًا في حلب.
في عام 1927، منحت الدنمارك ييبي ميدالية الاستحقاق الذهبية.